# Dichaetomyia distanti
Dichaetomyia distanti är en tvåvingeart som beskrevs av Malloch 1921. Dichaetomyia distanti ingår i släktet Dichaetomyia och familjen husflugor. Inga underarter finns listade i Catalogue of Life.